# جیسون هیوز
جیسون هیوز (انگلیسی: Jason Hughes) یک هنرپیشه اهل بریتانیا است. وی از سال ۱۹۹۴ میلادی تاکنون مشغول فعالیت بوده‌است. 
از فیلم‌ها یا برنامه‌های تلویزیونی که وی در آن نقش داشته است می‌توان به آدمکشان میدسامر، مرا به آرامی بکش و تیراندازها اشاره کرد.